# Våckelbergets skogars naturreservat
Våckelbergets skogars naturreservat är ett kommunalt naturreservat i Falu kommun, Dalarnas län. Det ligger omkring det statliga naturreservatet Våckelberget.
Reservatet inrättade 2020 och är 45 hektar stort.   Det består av höjder och barrskog.